# Wunna Theikdi Stadium
Das Wunna Theikdi Stadium (ဝဏ္ဏသိဒ္ဒိ အားကစားကွင်း) ist ein multifunktionelles Stadion in Naypyidaw, Myanmar, in dem bis zu 30.000 Zuschauer Platz finden.  Es beheimatete bei den Südostasienspielen 2013 und den ASEAN Para Games 2014 jeweils die Eröffnungs- und Schlusszeremonie. Nay Pyi Taw FC benutzt es in der Saison 2017 der Myanmar National League als Heimstadion.